# Patsch
Patsch è un comune austriaco di 981 abitanti nel distretto di Innsbruck-Land, in Tirolo.